# كارلوس كلارك
كارلوس كلارك (بالإنجليزية: Carlos Clark)‏ مواليد 10 أغسطس 1960 في سومرفيل، هو لاعب كرة سلة أمريكي سابق. بدأ مسيرته الاحترافية في سنة 1983. تم اختياره من قبل فريق بوسطن سيلتكس خلال الدرافت. يبلغ طوله 6 قدم 4 بوصة (1.9 م). اعتزل اللعب في 1990.

## روابط خارجية
- كارلوس كلارك على موقع إن بي أي (الإنجليزية)
- كارلوس كلارك على موقع سبورتس رفرنس (الإنجليزية)
- كارلوس كلارك على موقع كرة السلة الأوروبية.كوم (الإنجليزية)
- كارلوس كلارك على موقع كلية كرة السلة في سبورتس رفرنس.كوم (الإنجليزية)
- كارلوس كلارك على موقع ريلجم (الإنجليزية)
- كارلوس كلارك على موقع بروبوليرز (الإنجليزية)